# Auguste Rousseau
Pour les articles homonymes, voir Rousseau.
Ne doit pas être confondu avec Théodore-Auguste Rousseau.
Auguste Rousseau est un auteur dramatique français du XIXe siècle.

## Biographie
Comédien de la troupe du Grand Théâtre de Liège où il fera représenter en 1825 Le Soldat instituteur, ses pièces ont été représentées sur les plus grandes scènes parisiennes du XIXe siècle : théâtre du Vaudeville, théâtre de la Porte-Saint-Martin, théâtre de l'Odéon, etc.
Durant l'été 1848, il tente, en vain, de fonder un théâtre populaire à Paris.

## Œuvres
- 1819 : L'Amour platonique, comédie en un acte (?) avec Hérold (perdue)
- 1820 : Jacques Fignolet sortant de la représentation du Vampire de la Porte Saint-Martin, pot-pourri
- 1822 : Le Duel par procuration, comédie en 1 acte, mêlée de couplets, avec Frédéric de Courcy, Théâtre du Vaudeville, 5 novembre
- 1823 : Le Juif, vaudeville anecdotique en 2 actes, mêlé de couplets, avec Marc-Antoine Désaugiers et Jean-Baptiste Mesnard, musique d'Auguste Panseron, Théâtre de la Porte Saint-Martin, 14 mai
- 1824 : Le Soldat instituteur, vaudeville en un acte, Grand Théâtre de Liège, 12 janvier
- 1825 : La Dame du lac, opéra héroïque en 4 actes, avec Jean-Frédéric-Auguste Lemière de Corvey, Jean-Baptiste-Rose-Bonaventure Violet d'Épagny et Horace-Napoléon Raisson, musique de Gioachino Rossini , théâtre de l'Odéon, 31 octobre
- 1827 : L'Amour et la Peur, comédie-vaudeville en 1 acte, avec Désaugiers, théâtre du Vaudeville, 19 avril
- 1832 : L'Amant statue, opéra-comique en quatre actes et en prose, avec Jules Goizet, non représenté
- 1837 : Le Bon Garçon, opéra-comique en 1 acte, avec Anicet Bourgeois et Lockroy, théâtre de l'Opéra-Comique, 26 septembre
- 1838 : Père Brice, drame-vaudeville en 2 actes, avec Lemoine-Montigny, Théâtre de la Gaîté, 1er juin